# Nesodynerus montanus
Nesodynerus montanus är en stekelart som först beskrevs av Smith 1879.  Nesodynerus montanus ingår i släktet Nesodynerus och familjen Eumenidae. Inga underarter finns listade i Catalogue of Life.